# Temporada 1935-1936 del Liceu
| Temporada 1935-1936 del Liceu               |                         |                        |                   | |           |                                 |
| Òpera                                       | Compositor              | Director musical       | Director d'escena | Papers principals | Producció | Dates                           |
| La llegenda de la ciutat invisible de Kítej | Nikolai Rimski-Kórsakov | Michel Steimann        | Nicolas Moysenko  | Konstantin Jokovitx, Robert Toulman, Raissa Azrov-Spinadel, Nikolai Agroff, Elsa Gebrant, Georges Possemkovski, Georges Jureniev, Dina Nadina, Jean Niedra, Antonina Antonovitx, Michel d'Arial-Nanobov, Loukine, Conrad Giralt, Josep Torras, Rol |           | 21 de novembre                  |
| La forza del destino                        | Giuseppe Verdi          | Giuseppe Podestà       | Ciro Scafa        | Giannina Arangi-Lombardi, Santiago Font, Mario Gubiani, Franco Bataglia, Apollo Granforte, Marú Falliani, Manuel Gas, Mercè Roca, Conrad Giralt, August Gonzalo, Josep Fernández                                                                   |           | 23 de novembre                  |
| María del Carmen                            | Enric Granados          | Joan Lamote de Grignon | Joan Villaviciosa | Conxita Badia, Pau Civil, Apollo Granforte, Montserrat Viladoms, Manuel Gas, Elena Lucci, Conrad Giralt, Josep Fernández, Joan Gayolà, Josep Torras, Emili Bastons, August Gonzalo                                                                 |           | 28 i 30 de novembre             |
| Aida                                        | Giuseppe Verdi          | Giuseppe Podestà       | Joan Villaviciosa | Fidela Campiña, Marú Falliani, Galliano Masini, Manuel Gas, Apollo Granforte, José Santiago Font, August Gonzalo |           | 5 de desembre                   |
| Madama Butterfly                            | Giacomo Puccini         | Giuseppe Podestà       | Joan Villaviciosa | Teiko Kiwa, Elena Lucci, Mercè Roca, Miguel Barrosa (7), Antoni Cortis (12, 15), Mario Gubiani, August Gonzalo, Josep Fernández, Conrad Giralt, Joan Gayolà                                                                                        |           | 7, 12, 15 de desembre           |
| La traviata                                 | Giuseppe Verdi          | Giuseppe Podestà       | Juan Villaviciosa | Mercè Capsir, Carlo Merino/Antoni Cortis, Mario Basiola, Elena Lucci, Mercè Roca, August Gonzalo, Conrad Giralt, Joan Gayolà, Manuel Gas |           | 14 de desembre                  |
| Carmen                                      | Georges Bizet           | Giuseppe Podestà       | Juan Villaviciosa | Marù Falliani, Cristóbal Altube, Apollo Granforte, Rossi Power, Mercè Roca, Montserrat Viladoms, Manuel Gas, Joan Gayolà, August Gonzalo |           | 17 de desembre                  |
| Rigoletto                                   | Giuseppe Verdi          | Giuseppe Podestà       | Joan Villaviciosa | Carlo Merino (19) / Miguel Barrosa (22) / Giacomo Lauri-Volpi (4), Mario Basiola, Mercè Capsir, José Santiago Font, Angela Rossini, Mercè Roca, Montserrat Viladoms, Manuel Gas, Joan Gayolà, Josep Fernández                                      |           | 19, 22 de desembre i 4 de gener |
| La Princesa Margarida                       | Jaume Pahissa           | Jaume Pahissa          | Joan Villaviciosa | Apollo Granforte, Manuel Gas, Jeanette Borgsen, Miguel Barrosa, Angela Rossini, Joan Gayolà, Josep Fernández, Conrad Giralt, August Gonzalo, Emili Bastons                                                                                         |           | 28 de desembre al 6 de gener    |
| Tosca                                       | Giacomo Puccini         | Giuseppe Podestà       | Joan Villaviciosa | Fidela Campiña, Maria Basiola, Giacomo Lauri-Volpi, Antoni Cortis, Angela Rossini, Joan Gayolà, Josep Fernández, Conrad Giralt, August Gonzalo, Emili Bastons                                                                                      |           | 1 de gener                      |
| La núvia venuda                             | Bedřich Smetana         | Karel Nebdal           | Ludek Mandauss    | Jan Konstantin, Hedda Grab, Ota Horakowa, Milos Linka, Ludek Mandauss, Elisabeth Wanka, Karel Rügler, Margarethe Krauss, Yaroslaw Gleich, Gonzalo, Gayolà                                                                                          |           | 2 de gener                      |
| La Bohème                                   | Giacomo Puccini         | Giuseppe Podestà       | Juan Villaviciosa | Mercè Capsir, Giacomo Lauri Volpi, Amelia Armolli, Giuseppe Manachini, Santiago-Font, August Gonzalo, Conrad Giralt, Joan Gayolà, Emili Bastons, Josep Fernández                                                                                   |           | 9 de gener                      |
| El jacobí                                   | Antonín Dvořák          | Karel Nebdal           | Ludek Mandauss    | Arnold Floegl, Maria Rajdl, Milos Linka, Jan Konstantin, Ludek Mandauss, Jaroslaw Gleich, Karel Kugler, Elisabeth Wanka, Ota Horakowa |           | 11 de gener                     |
| L'or del Rin                                | Richard Wagner          | Karl Elmendorff        | Georges Pauly     | Walter Grosmann, Martin Kremer, Siegfried Tappolet, Sven Nilsson, Carl Laufkoetter, Arno Schellenberg, Margit de Nagy, Elisabeth Wanka, Rosa Bur, Herrmann Wiedemann, Magda Strack, August Gonzalo                                                 |           | 16 de gener                     |
| Così fan tutte                              | Wolfgang Amadeus Mozart | Eugene Szenkar         | Georges Pauly     | Rose Book, Maria Rajdl, Martin Kremer, Arno Schllenberg, Adele Kern, Kafrl Norbert |           | 21 al 25 de gener               |
| El rapte en el serrall                      | Wolfgang Amadeus Mozart | Eugene Szenkar         | Georges Pauly     | Rose Book, Willy Frey, Maria Rajdl, Carlos Laufkoetter, Hans Hotter |           | 30 de gener al 8 de febrer      |
| La valquíria                                | Richard Wagner          | Eugene Szenkar         | Georges Pauly     | Eyvind Laholm, Siegfried Tappolet, Walter Grossmann, Gertrudis Ruenger, Magda Strack, Cäcilie Reich, Bárcena, Mercè Roca, Angela Rossini, Carme Bau Bonaplata, Elena Lucci, Dolors Durand, Montserrat Viladoms                                     |           | 23 de gener, 4 de febrer        |
| El capvespre dels déus                      | Richard Wagner          | Eugene Szenkar         | Georges Pauly     | Erna Schlüter, Siegfried Tappolet, Magda Strack, Maria Rajdl, Hans Hotter, Karl Hartmann, Herrmann Wiedemann, Rosa Book, Angela Rossini, Carme Bau Bonaplata, Elena Lucci                                                                          |           | 6 de febrer                     |